# Lana Eberle
Lana Eberle (* 28. November 2003 in Schwetzingen) ist eine deutsche Radrennfahrerin, die auf Bahn- und Straße Rennen bestreitet.

## Sportlicher Werdegang
Lana Eberle ist seit 2012 als Radsportlerin aktiv. Schon 2013 konnte sie 13 Siege einfahren; so wurde sie baden-württembergische Landesmeisterin im Straßenrennen der Schülerinnen wie auch 2017. Im Jahr 2018 wurde sie gemeinsam mit Samira Brecht deutsche Jugendmeisterin im Zweier-Mannschaftsfahren auf der Bahn. Bei den European Youth Olympic Festival in Baku belegte sie Platz zehn. Sie galt bald als „eine der größten Nachwuchstalente im deutschen Radsport“. Nach eigener Aussage zieht sie Rennen auf der Bahn vor, da es schneller sei und mehr Taktik erfordere. Sie machte 2023 am Hans-Purrmann-Gymnasium Speyer Abitur.
2020 hatte Eberle ihren ersten internationalen Erfolg, als sie mit Hanna Dopjans, Fabienne Jährig, Marla Sigmund und Paula Leonhardt bei den Junioren-Bahneuropameisterschaften in der Mannschaftsverfolgung Rang drei belegte. Bei den Junioren-Bahneuropameisterschaften im Jahr darauf errang sie drei Medaillen: mit Jette Simon Silber im Zweier-Mannschaftsfahren, Bronze im Ausscheidungsfahren sowie mit Franzi Arendt, Fabienne Jährig und Justyna Czapla in der Mannschaftsverfolgung. Bei den Junioren-Weltmeisterschaften 2021 in Kairo wurde sie im Ausscheidungsfahren Vize-Weltmeisterin.
2022 erhielt Lana Eberle beim Team Ceratizit-WNT ihren ersten Vertrag. Auf der Bahn wurde sie zweifache deutsche Meisterin der Elite, im Zweier-Mannschaftsfahren (mit Lena Charlotte Reißner) und in der Mannschaftsverfolgung (mit Lisa Brennauer, Laura Süßemilch und Lea Lin Teutenberg). Bei den folgenden deutschen Straßenmeisterschaften belegte sie im Einzelzeitfahren der U23 Platz sieben. 2023 folgte der erneute Titel im Mannschaftszeitfahren, 2025 die Titel in Mannschaftszeitfahren. Auf der Straße konnte sich Erberle auf internationaler Ebene noch nicht etablieren und blieb bisher ohne eine Einzelplatzierung in den Top 10 eines Rennens.

## Erfolge

### Bahn
2018
- Deutsche Jugend-Meisterin – Zweier-Mannschaftsfahren (mit Samira Brecht)

2020
- Junioren-Europameisterschaft – Mannschaftsverfolgung (mit Hanna Dopjans, Fabienne Jährig, Marla Sigmund und Paula Leonhardt)

2021
- Junioren-Europameisterschaft – Zweier-Mannschaftsfahren (mit Jette Simon)
- Junioren-Europameisterschaft – Ausscheidungsfahren, Mannschaftsverfolgung (mit Franzi Arendt, Fabienne Jährig und Justyna Czapla)
- Junioren-Weltmeisterschaft – Ausscheidungsfahren

2022
- Deutsche Meisterin  – Zweier-Mannschaftsfahren (mit Lena Charlotte Reißner), Mannschaftsverfolgung (mit Lisa Brennauer, Laura Süßemilch und Lea Lin Teutenberg)

2023
- Deutsche Meisterin  – Mannschaftsverfolgung (mit Franziska Brauße, Hanna Dopjans und Lea Lin Teutenberg)

2025
- Deutsche Meisterin – Mannschaftsverfolgung (mit Laura Süßemilch, Franziska Brauße und Lisa Klein)